# Ignacy (Rimski-Korsakow)
Ignacy, nazwisko świeckie Rimski-Korsakow (ur. ok. 1630–1635, zm. 20 maja?/31 maja 1701) – rosyjski biskup prawosławny. 

## Życiorys
Pochodził z rodziny szlacheckiej. Życie monastyczne rozpoczął w Monasterze Sołowieckim, składając wieczyste śluby mnisze najpóźniej w 1677. W wymienionym roku pełnił już bowiem we wspólnocie funkcję eklezjarchy. Od 1680 był przełożonym Pustelni Morgulewskiej, zaś w 1683 powierzono mu obowiązki przełożonego monasteru Przemienienia Pańskiego w Jarosławiu. W 1685 był już przełożonym Monasteru Nowospasskiego. Zaliczał się do grona najbliższych współpracowników i przyjaciół patriarchy moskiewskiego i całej Rusi Joachima. Był znawcą języka greckiego i kultury antycznej, władał także łaciną, cenił dorobek zachodnioeuropejskich uniwersytetów.
Przebywając w Moskwie opracował księgę z precyzyjnym opisem porządku nabożeństw celebrowanych przez biskupów. Na polecenie patriarchy brał udział w zwalczaniu ruchu staroobrzędowego i napisał traktat polemiczny w obronie znaczenia nauki języka greckiego, który według patriarchatu była ważniejsza od poznawania łaciny.
Był zwolennikiem koncepcji Moskwy jako Trzeciego Rzymu i propagatorem idei zjednoczenia wszystkich prawosławnych w jednym państwie, którym rządzić miał rosyjski car. Głosił konieczność wyzwolenia przez Rosję tych wyznawców prawosławia, którzy żyli pod panowaniem tureckim, i odebrania Turcji Konstantynopola.
3 kwietnia 1692 został wyświęcony na biskupa tobolskiego i syberyjskiego, automatycznie uzyskując natychmiast po ceremonii godność metropolity. Głównym konsekratorem w czasie uroczystości był patriarcha moskiewski i całej Rusi Adrian. Również na Syberii zwalczał staroobrzędowców, przeprowadził również translację relikwii mnicha Symeona Wierchoturskiego i napisał jego żywot. Był przeciwnikiem reform Piotra I, sprzeciwiał się wzrostowi znaczenia obcokrajowców w Rosji. 
W 1700, oficjalnie z powodu choroby psychicznej, został przeniesiony w stan spoczynku i skierowany do Monasteru Czudowskiego, a następnie do Monasteru Simonowskiego, gdzie zmarł w roku następnym. W rzeczywistości przyczyną odsunięcia hierarchy od zarządzania eparchią i faktycznego uwięzienia w klasztorze stał się jego konflikt z patriarchą Adrianem na tle oceny działalności Piotra I.